# Ion Năstăsescu
Ion Năstăsescu (n. 5 februarie 1950), a fost un deputat român în legislatura 1990-1992, ales în județul Teleorman pe listele partidului FSN. Ion Năstăsescu a fost membru în grupul parlamentar de prietenie cu Republica Islamică Iran precum și membru în grupul parlamentar de prietenie cu Statul Israel. 
La data de 31 martie 2009, s-a publicat că Ion Năstăsescu a fost numit președinte al Agenției Nucleare